# Alberto Fontevecchia
Alberto Guido Fontevecchia (Buenos Aires, 1 de junio de 1929-Buenos Aires, 10 de septiembre de 2022) fue un linotipista, editor y empresario argentino, fundador de la revista Weekend y de la Editorial Perfil junto a su hijo Jorge Fontevecchia.

## Biografía
Educado durante cinco años en Artes Gráficas (como linotipista) en la Escuela de Artes y Oficios, en Almagro, con los Salesianos de Don Bosco, en 1948 consiguió un crédito del Banco Hipotecario para comprar su primera linotipia donde editó «revistas de clubes de fútbol, como El Ciclón» para el club San Lorenzo de Almagro.

## Trayectoria
El 1 de junio de 1950 fundó Linotipia Fobera, S.A. donde, diez años después, siguieron editando varias publicaciones deportivas. Además de El Ciclón, se añadieron otras como Racing y Esto es Boca. En 1972 lanzó una revista novedosa como Weekend, dedicada a las prácticas deportivas de caza y pesca y que dirigió hasta la reciente pandemia COVID-19 en sus oficinas del barrio de Barracas.

## Fundación de Editorial Perfil
En 1 de junio de 1976, junto a su hijo Jorge, fundaron la editorial Perfil, fruto de la fusión de Linotipia Fobera, fundada por Alberto, con SEPAL, fundada por Jorge. En el nuevo portfolio abarcaron todas estas publicaciones previas de ambas empresas. Con el nacimiento se crea la revista La Semana (precedente de Noticias), una publicación reiteradamente clausurada durante el Dictadura Militar (1976-1983), que llevó a Jorge Fontevecchia a su detención en el centro clandestino El Olimpo. La coincidencia de la fecha de fundación de la editorial con el nacimiento del padre llevó a Jorge a pensar que la elección vino motivada por ello, «pero Alberto le confesó un día que en realidad la había elegido para que contara con el augurio de San Fortunato, en su día. No era la primera vez que Alberto había hecho coincidir un nacimiento empresario con el día del santo. En 1950 también había elegido el 1° de junio para que su Linotipia Fobera arrancara con buena estrella.»
El 23 de octubre de 2015 la editorial inauguró, con gran despliegue de medios e invitados, una nueva sede en la calle California, al sur de Buenos Aires, con una redacción multimedia de las más grandes de Sudamérica.
Casado con la argentina Nelva Elvira Balbina López de Fontevecchia, tuvo dos hijos, Jorge y Viviana, que le dieron varios nietos.
Fue presidente de la Asociación Argentina de Editores de Revistas (AAER).

## Fallecimiento
Falleció el 10 de septiembre de 2022.

## Premios y reconocimientos
- Premio Pluma de Oro, recibido de manos de su hijo Jorge, director de la editorial Perfil.[8]